# Марія Саксен-Альтенбурзька (1845–1930)
Марія Саксен-Альтенбурзька (нім. Marie von Sachsen-Altenburg), повне ім'я Марія Ґаспаріна Амалія Антуанетта Кароліна Шарлотта Єлизавета Луїза Саксен-Альтенбурзька (нім. Marie Gasparine Amalie Antoinette Caroline Charlotte Elisabeth Luise von Sachsen-Altenburg, 28 червня 1845 — 5 липня 1930) — принцеса Саксен-Альтенбурзька з Ернестинської лінії Веттінів, донька принца Саксен-Альтенбурзького Едуарда та принцеси Ройсс-Грайцької Луїзи, дружина князя Шварцбург-Зондерсгаузенського Карла Ґюнтера.
Зробила внесок у збереження лялькової колекції «Mon plaisir».

## Біографія

### Дитинство та юність
Народилась 28 червня 1845 року в батьківському палаці на Карлштрассе у Мюнхені другою дитиною та єдиною донькою в родині принца Саксен-Альтенбурзького Едуарда та його другої дружини Луїзи Ройсс-Ґряйцької. Мала старшого брата Альберта та єдинокровних сестер Терезу й Антуанетту від першого шлюбу батька з Амалією Гогенцоллерн-Зігмарінгенською. Протягом життя сестри підтримували тісний контакт.
Раннє дитинство Марії пройшло у Мюнхені, де батько ніс військову службу як головнокомандувач армії Баварії. Його сестра Тереза в той час була королевою-консортом країни. Юна принцеса товаришувала з племінником Людвігом, своїм однолітком, синами принца Луїтпольда, доньками послів Великої Британії та Пруссії. В більш пізні роки була подругою Кароліни Шоенайх-Каролатської, Матільди цур Ліппе та Фредеріки Ганноверської.
Едуард Саксен-Альтенбурзький раптово помер від серцевого нападу, коли доньці ще не виповнилося 7 років. Сімейство переїхало до мюнхенського палацу Німфенбург. Матір у 1854 році взяла другий шлюб із Генріхом IV Ройсс-Кестрицьким. Від цього союзу у Марії з'явились молодші єдиноутробні сестри Елеонора, Єлена й Єлизавета та брат Генріх XXIV.

У квітні 1860 принцеса пройшла конфірмацію, після чого була відправлена до двору свого кузена Ернста Саксен-Альтенбурзького у Альтенбурзі. Там її освітою відала фройляйн фон Лідерскрон. Марія виявила особливу цікавість до літератури й історії. 

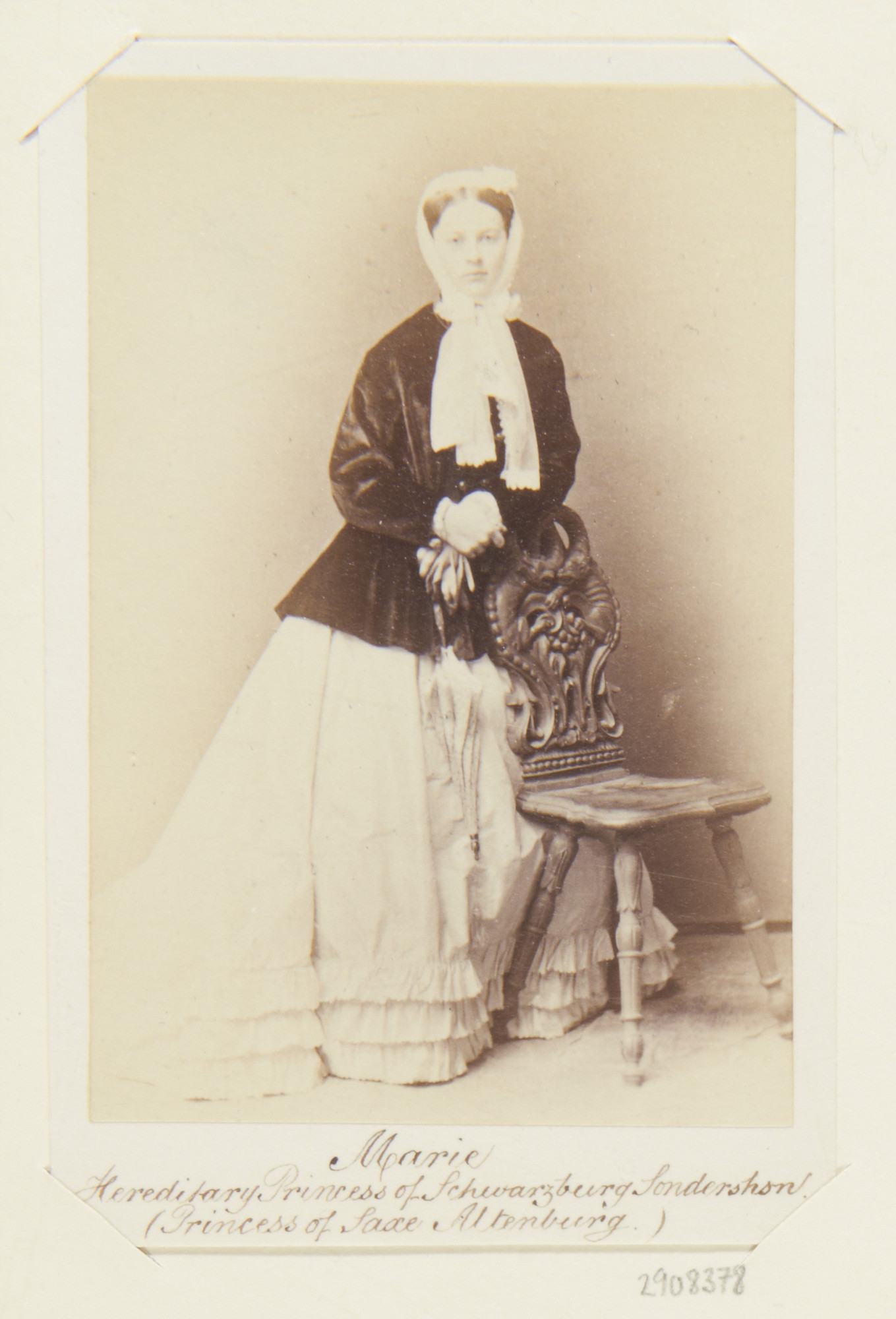
Світлина принцеси Марії

Часто подорожувала, супроводжуючи сестер. Принцесси навідували родичів у тюринзьких резиденціях, популярним місцем був Айзенберг, бували у Берліні та Веймарі, як у місцях, де працювали видатні діячі культури. Також Марія зупинялася у Кройті біля озера Тегернзе, проводила певний час у Альпах. У 1866 році відвідала Швейцарію, між іншим, Бернське високогір'я та Санкт-Моріц. У 1868 колишній князь Гогенцоллерн-Зігмарінгену Карл Антон запросив її до своєї осінньої резиденції Вайнбург, а баварська королівська родина приймала дівчину у замку Гоеншванґау.
На початку 1860-х розглядалася як потенційна кандидатура у наречені для принца Уельського. З кінця 1859 року пошуками займалася його старша сестра Вікторія, кронпринцеса Пруссії. Згідно вимог королеви Вікторії, дівчина мала «добре виглядати, бути здоровою, освіченою, мати добру вдачу». Кронпринцеса знайшла шість гідних кандидаток, які мали «відповідне положення в світі, сповідували протестантизм та були молодшими за принца Уельського». Ними виявилися Марія Нідерландська, Анна Гессен-Дармштадтська, Єлизавета цу Від, Александріна Прусська, Олександра Данська та принцеса Марія. Кандидатуру принцеси Саксен-Альтенбурзької відкинули, оскільки вона вважалася «шокуюче вдягненою і завжди зі своєю найнеприємнішою матір'ю». Принц Уельський 1863 року побрався з Олександрою Данською.
Навесні 1868 року при Дессауському дворі зустріла спадкоємного принца Шварцбург-Зондерсгаузену Карла Ґюнтера, з яким невдовзі заручилася. У серпні того ж року мало відбутися весілля, але було відкладене через серйозну хворобу Марії на дифтерію.

### Шлюб

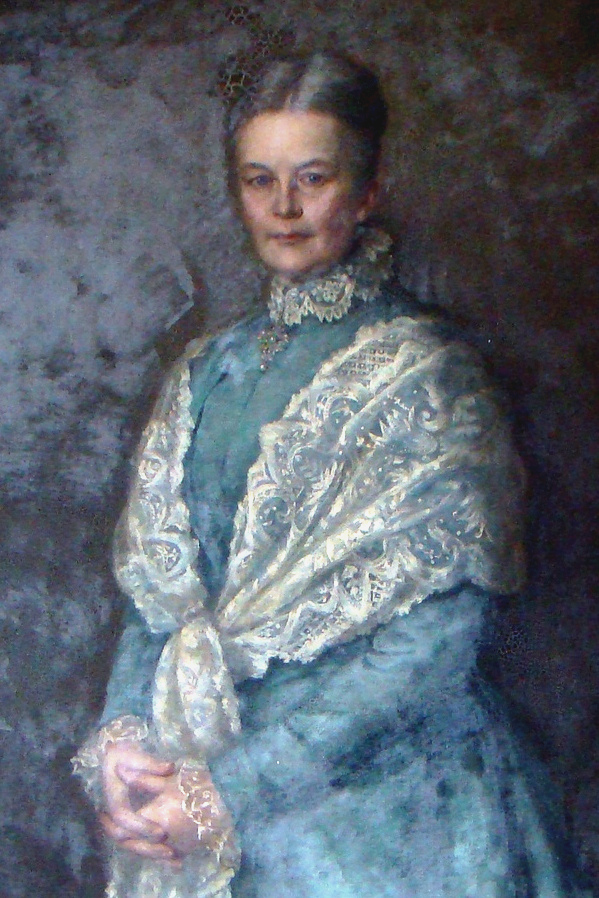
Княгиня Марія

Перед своїм 24-річчям принцеса взяла шлюб із 38-річним Карлом Ґюнтером. Весілля відбулося 12 червня 1869 у замковій кірсі Альтенбурзького замку. Церемонію провів пастор Ґілберт. На вінчанні, окрім інших, були присутніми кронпринц Пруссії, князь Ройсс Генріх XXII, Александра Саксен-Альтенбурзька, правляче подружжя Ангальту та молодші брати нареченого. Шлюб пари виявився бездітним.
Під час франко-прусської війни Марія турбувалася про поранених і хворих. Заснувала асоціацію підтримки, яка збирала гроші для нужденних солдатських дружин та їхніх дітей, а також для поранених та мобілізованих жінок, які, серед іншого, виробляли бинти для армії. Заснувала приватну лікарню та підтримувала дияконіс.
Після зречення 17 липня 1880 року Ґюнтера Фрідріха Карла II, Карл Ґюнтер став правлячим князем Шварцбург-Зондерсгаузену, а Марія — княгинею-консортом. Офіційний в'їзд нового правлячого подружжя до столиці відбувся 4 вересня 1880 року.
Наприкінці 1881 року Марія передала історичну та вельми значущу колекцію ляльок «Mon plaisir» шварцбурзької княгині Августи Доротеї до Арнштадтського замку. У 1892 році колекція була переміщена до замку Ґерен. Княгиня ревно реставрувала, поповнювала та відновлювала дану колекцію репродукцій придворного життя XVII та XVIII століть.
У 1883 році подружжя пожертвувало переобладнану будівлю оранжереї замка Ебелебен «рятувальній установі для морально занедбаних дітей». З приводу срібного весілля 1894 року князівське подружжя заснувало Фонд Карла та Марії (нім. Karl-Marien-Stiftung), куди пожертвувало суму у розмірі 34 944,95 марок. Кошти мали використовуватися для догляду за хворими і, зокрема, на користь дітей, які потребують освіти. Також мало бути виділене безкоштовне ліжко у державній лікарні Зондерсгаузену, спроектований будинок Карл-Марієн-Хаус в Ебелебені та створений ще один центр з виховання та догляду за маленькими дітьми в районі Арнштадту.
Герман Шрьодель у біографічній книзі 1905 року змальовував Марію так: «…характер, сповнений духу та життєвої сили, принцеса в усіх відношеннях; чарівної доброти, весела, з чудовим почуттям гумору. Вона відчуває людину, розуміє людські страждання та радості, а її доброта – це справжня доброта, доброта від серця. У той же час вона скрізь виявляє чудове практичне чуття до благополуччя свого народу в країні.»
Карл Ґюнтер пішов з життя навесні 1909 року. Князівство успадкував його родич Ґюнтер Віктор Шварцбург-Рудольштадтський. Марія продовжувала мати власний двір і мешкала переважно у замках Зондерсгаузену та Ґерену. Після падіння монархії у 1918 році отримала право мешкати у флігелі свого колишнього палаці у Зондерсгаузені. У тій же будівлі жили Ґюнтер Віктор, який зрікся престолу, та його дружина Анна Луїза.
Княгиня пішла з життя за часів Веймарської республіки, 5 липня 1930 року, у Зондерсгаузені. Була похована у князівській каплиці місцевої церкви Святої Трійці.